# Burg Baltenstein
Die Burg Baltenstein ist die Ruine einer Spornburg auf 810 m ü. NN südwestlich des Weilers Baltenstein der Gemeinde Betzigau im Landkreis Oberallgäu in Bayern.
Die Burg wurde um 1200 von den Herren von Stein, die sich später von Baltenstein nannten, erbaut und 1239 mit Heinrich von Stein als Kemptner Dienstmann erwähnt. Im Jahr 1276 wurden die Herren von Baldenstein genannt. Die Burg war Lehen des Stiftes Kempten. Kurz nach 1289 starben die Herren von Stein mit Heinrich von Stein als letztem Erben der Familie aus und die Burg ging an die Schenken von Sulzberg, kam nach Zerstörung 1370 an den Kemptner Bürger Ruf Schellang und 1439 an das Kemptener Spital. Mitte des 16. Jahrhunderts wurde die Burg verlassen und verfiel.
Die ehemalige kleine Burganlage zeigt heute noch auf einem 8 Meter hohen Findling die Fundamentreste aus Haustein eines fünfeckigen Wohnturms mit einer Grundfläche von 8,5 mal 15,5 Metern und einer Mauerstärke von 1,5 Metern sowie Wall- und Grabenreste.

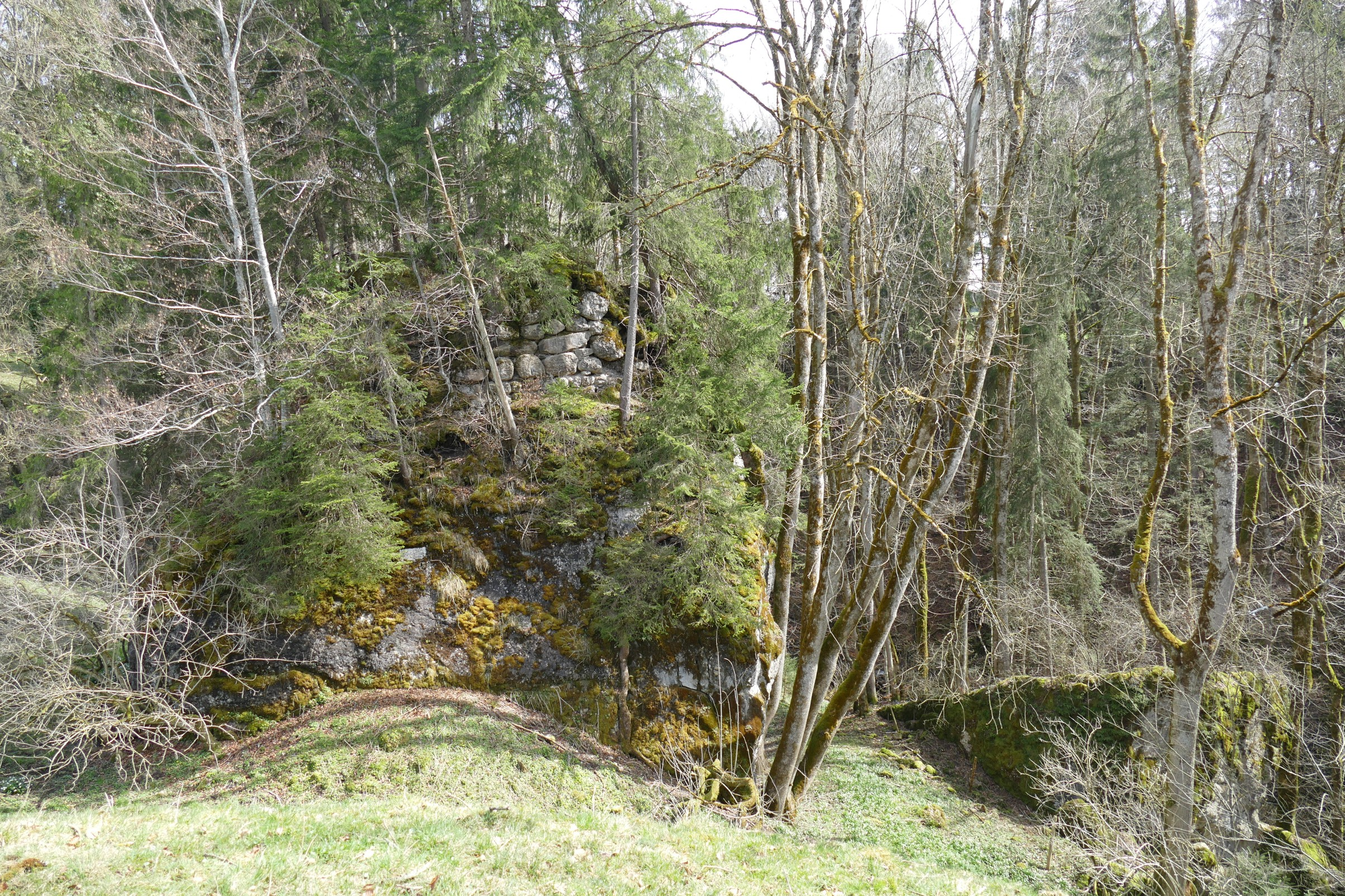
Burg und Findling Baltenstein
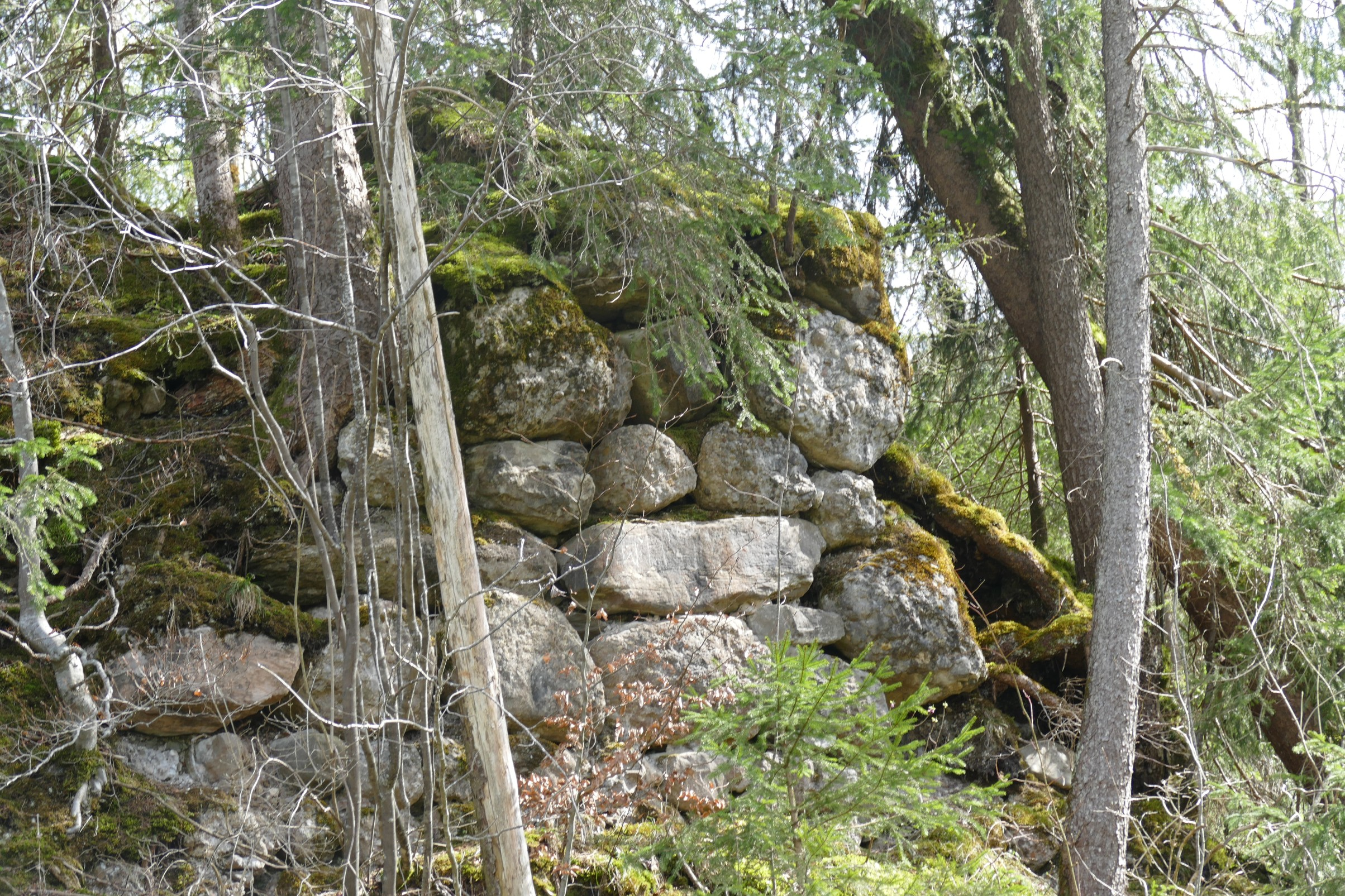
Mauerreste